# Слов'янка (Міжріченський район)
Слов'я́нка (рос. Славянка) — присілок у складі Міжріченського району Вологодської області, Росія. Входить до складу Ботановського сільського поселення.

## Населення
Населення — 1 особа (2010; 0 у 2002).